# マツモトキヨシ中四国販売
株式会社マツモトキヨシ中四国販売（マツモトキヨシちゅうしこくはんばい）は、岡山県岡山市南区に本社を置き、山口県・島根県を除く中国地方・四国地方及び兵庫県の一部にドラッグストア「マツモトキヨシ」及び「くすりのラブ」を展開する企業で、マツモトキヨシグループの連結子会社である。

## 概要
マツモトキヨシグループでは全国を7つのエリア（北海道・東北、甲信越、関東、東海、関西、中四国、九州・沖縄）に区分けし、それぞれの地域でドミナント化の推進とグループ店舗網の最適化を図っており、「マツモトキヨシ」に関しては北海道・東北地方及び北関東（栃木県・群馬県）、信越・北陸地区（新潟県・長野県・石川県・福井県）をマツモトキヨシ東日本販売が（長野県・新潟県の一部店舗はマツモトキヨシ甲信越販売が運営する店舗がある）、沖縄県を除く九州地方と山口県をマツモトキヨシ九州販売が、その他の地域はマツモトキヨシがそれぞれ運営していた。
2012年10月、エリアドミナント戦略の一環として、マツモトキヨシが運営する店舗のうち、山口県・島根県を除く中国・四国地方及び兵庫県姫路市の店舗の運営を会社分割（新設分割）して当社が設立され、併せて、岡山県・広島県・兵庫県で「くすりのラブ」で展開しているグループ会社のラブドラッグスの全株式を当社親会社のマツモトキヨシホールディングスから譲り受け、連結子会社とした（なお、当社の本社所在地とラブドラッグスの本社所在地は同じであった）。
2014年3月にはグループ内の組織再編により、グループ会社のモリスリテール株式会社（ネット通販事業は吸収分割により株式会社マツモトキヨシへ承継）を吸収合併し、兵庫県内に「マツモトキヨシ」6店舗を新たに開店させた。
2015年10月1日には子会社であったラブドラッグスを吸収合併し、同社が展開していた「くすりのラブ」の運営を引き継いだ。
2019年4月6日にはこれまでグループ全体においても未出店であった高知県へ進出し、「薬マツモトキヨシ帯屋町店」がオープンした.。

## 出店地域
2019年10月現在、中国・四国地方及び兵庫県に77店舗を展開する。なお、鳥取県と四国地方は「マツモトキヨシ」のみの展開である。
- 兵庫県 - 14店舗（「マツモトキヨシ」10店舗、「くすりのラブ」4店舗）
  - 兵庫県の「マツモトキヨシ」は加古川市・高砂市・姫路市内の店舗及び明石市の鳥羽店のみ（加古川市の加古川店は調剤薬局）
- 鳥取県 - 1店舗
- 岡山県 - 36店舗（「マツモトキヨシ」10店舗、「くすりのラブ」26店舗）
- 広島県 - 14店舗（「マツモトキヨシ」13店舗、「くすりのラブ」1店舗）
- 徳島県 - 2店舗
- 香川県 - 4店舗
- 愛媛県 - 5店舗
- 高知県 - 1店舗

なお、山口県の店舗（シーモールエスト店）はグループ会社のマツモトキヨシ九州販売が、島根県の店舗（ラピタはまやま店）はマツモトキヨシとのフランチャイズにより島根県農業協同組合（JAしまね）出雲地区本部が、兵庫県の姫路市・高砂市・加古川市及び鳥羽店を除く兵庫県内の店舗はマツモトキヨシがそれぞれ運営する。
所在地等の詳細はマツモトキヨシ公式サイト内にある店舗リスト（マツモトキヨシ中四国販売運営のマツモトキヨシ、くすりのラブ）を参照。